# Coscinoderma matthewsi
Coscinoderma matthewsi är en svampdjursart som först beskrevs av Lendenfeld 1886.  Coscinoderma matthewsi ingår i släktet Coscinoderma och familjen Spongiidae. Inga underarter finns listade i Catalogue of Life.